# Oxbow (Dakota del Nord)
Oxbow è un centro abitato (city) degli Stati Uniti d'America, situato nella Contea di Cass nello Stato del Dakota del Nord. Nel censimento del 2000 la popolazione era di 248 abitanti.

## Geografia fisica
Secondo i rilevamenti dell'United States Census Bureau, la località di Oxbow si estende su una superficie di 1,10 km², tutti occupati da terre.

## Popolazione
Secondo il censimento del 2000, a Oxbow vivevano 248 persone, ed erano presenti 76 gruppi familiari. La densità di popolazione era di 235 ab./km². Nel territorio comunale si trovavano 84 unità edificate. Per quanto riguarda la composizione etnica degli abitanti, il 99,60% era bianco e lo 0,40% apparteneva a due o più razze.
Per quanto riguarda la suddivisione della popolazione in fasce d'età, il 31,5% era al di sotto dei 18, il 4,3% fra i 18 e i 24, il 34,7% fra i 25 e i 44, il 24,6% fra i 45 e i 64, mentre il 5,2 era al di sopra dei 65 anni d'età. L'età media della popolazione era di 38 anni. Per ogni 100 donne residenti vivevano 106,7 maschi.